# Чумойтло (деревня)
Чумойтло — деревня в Можгинском районе Удмуртской республики.

## География
Находится в юго-западной части Удмуртии на расстоянии приблизительно 3 км на восток по прямой от районного центра города Можга у железнодорожной линии Казань-Агрыз.

## История
Известна с 1873 года как деревня с 14 дворами, в 1893 году 27 дворов (14 удмуртов, 13 русских), в 1905 — 38, в 1924 — 58. Удмурты прибыли из села Можга, русские из Сосновицы Нолинского уезда и завода Лебедева. С 2016 по 2021 год входила в состав Горнякского сельского поселения.

## Население
Постоянное население составляло: 103 человека (1873), 187 (1893), 276 (1905), 301(1924), 123 в 2002 году (русские 33 %, удмурты 63 %), 60 в 2012.